# Джексон, Рэнди
Рэндэлл (Рэнди) Дариус Джексон (англ. Randall Darius Jackson; 23 июня 1956 года) — американский композитор, певец, джазмен, музыкальный продюсер, предприниматель, радиоведущий, музыкальный менеджер, руководитель A&R, лауреат Эмми, популярный радиоведущий. Постоянный судья телевизионного шоу «Американский идол». Продюсер передачи «Короли танцпола» (America`s Best Dance Crew). Кроме этого является ведущим нескольких шоу на телеканале MTV. Играл в группах Journey, Boston, Mariah Carey, Paula Abdul, Simon Cowell, Richie Sambora, Breakfast Club, Bruce Springsteen, Taxxi, Jermaine Stewart, Madonna, Blue Öyster Cult